# Julio Escudero Guzmán
Julio Escudero Guzmán (Rancagua, 1903-1984) fue un abogado chileno, profesor de derecho internacional público en la Universidad de Chile y experto en asuntos jurídicos de la Antártica. Participó en la redacción del Tratado Antártico de 1959. La Base Profesor Julio Escudero dependiente del Instituto Antártico Chileno (INACH), lleva su nombre.

## Biografía
Julio Escudero Guzmán hizo sus estudios secundarios en el Liceo de Rancagua, en dónde su padre fue profesor. Entró a estudiar Derecho en la Universidad de Chile, graduándose con una tesis sobre la situación jurídica del estrecho de Magallanes en el derecho internacional. Se tituló de abogado en 1929.
Por decreto presidencial N.º 1541 del 7 de septiembre de 1939, firmado por el presidente Pedro Aguirre Cerda, Julio Escudero Guzmán fue designado «para que reuniera antecedentes y estudiara el estado actual de los problemas del Antártico». Los estudios y proyectos del profesor Escudero Guzmán han sido considerados «fundamentales» para la realización del Decreto Supremo (1940) que estableció los límites del Territorio Chileno Antártico.
Además, según el expresidente de Chile Eduardo Frei Montalva, se le debe al «destacado jurista y catedrático» su participación en otros documentos internacionales, tales como la Carta de la Organización de las Naciones Unidas (ONU) y la Carta de la Organización de los Estados Americanos (OEA).